# Satyrium baronii
Satyrium baronii är en orkidéart som beskrevs av Rudolf Schlechter. Satyrium baronii ingår i släktet Satyrium och familjen orkidéer. Inga underarter finns listade i Catalogue of Life.